# Musée des Tissus
Das Musée des Tissus (bis 2018 Musée des Tissus et des Arts décoratifs) ist ein französisches Textil- und Kunsthandwerkmuseum in Lyon. Es wurde 1864 gegründet und beherbergt heute mit rund 2,5 Millionen Objekten eine der größten und wertvollsten Textilsammlungen weltweit. Die Objekte umfassen eine Zeitspanne von über 4000 Jahren, sie reichen von der Antike bis zur Gegenwart. Vertreten sind eine Vielzahl verschiedener textiler Techniken aus zahlreichen Weltregionen. Die Sammlung umfasst insbesondere zahlreiche Stücke der Lyoner Seidenindustrie von der Renaissance bis ins 20. Jahrhundert.

## Geschichte
Die Idee, in Lyon ein Museum der Textilkunst zu gründen, geht auf die Zeit der Französischen Revolution zurück. 1797 präsentierte der Abgeordnete Étienne Mayeuvre dem Rat der Fünfhundert einen Entwurf, der die Gründung eines Museums mit einer angeschlossenen Zeichenschule vorschlug, um die durch den Untergang des Ancien Régime stark angegriffene Lyoner Textilindustrie (La Fabrique) zu unterstützen. Dieser Vorschlag wurde unter anderem von Camille Pernon, einem der wichtigsten Lyoner Seidenfabrikanten und Lieferant Napoleons, unterstützt.
1806 und 1814 drängte daraufhin der Präfekt des Départements Rhône auf Geheiß des Innenministers die Lyoner Handelskammer (Chambre de Commerce et d’Industrie de Lyon, CCI), eine Sammlung von Mustern der in Lyon produzierten Seiden anzulegen. 1834 und 1846 organisierte die Handelskammer darüber hinaus Ausstellungen mit ausländischen Seiden, insbesondere aus China, von denen die Handelskammer einige Stücke ankaufte.
Im darauffolgenden Jahrzehnt folgten bedeutende Erweiterungen der Sammlung: Bei der Abwicklung der Textilfabrik Dutillieu kaufte die Handelskammer 1848 deren Textilentwürfe auf, 1850 erwarb sie die Sammlung des privaten „Musée de fabrique“ von Auguste Gautier. Weitere Seiden wurden auf der Londoner Weltausstellung 1851 angekauft. Die Lyoner Fabrikanten fühlten sich allerdings beleidigt, dass ihnen dort nur einige bescheidene Medaillen verliehen wurden, und so forderten sie in einer Petition, unterschrieben von 92 Lyoner Fabrikanten und Designern, die Gründung eines „Kunst- und Industriemuseums“ (Musée d’Art et d’Industrie), das der Lyoner Textilindustrie neue künstlerische und technische Impulse geben sollte. Mehrere Privatsammlungen mit Werken nicht nur der textilen, sondern auch anderer kunsthandwerklicher und bildender Künste wurden daraufhin angekauft, beispielsweise 1854 die umfangreiche Sammlung von François Bert.
Nur wenige Jahre später, 1856, entschied die Lyoner Handelskammer das geforderte Museum zu gründen. Am 6. März 1864 öffnete das Museum schließlich im zweiten Stock des Palais de la Bourse seine Tore. Ab den 1870er Jahren fokussierte sich das Museum zunehmend auf seine textilen Sammlungen, so dass am 6. August 1891 das Historische Textilmuseum (Musée Historique des Tissus) ins Leben gerufen wurde. Die kunsthandwerklichen Stücke wurden ins Depot verbracht. Ein Unterstützerkreis erwarb daraufhin 1919 das von Jacques-Germain Soufflot erbaute Hôtel de Lacroix-Laval und übergab es 1922 an die Handelskammer. 1925 eröffnete dort das Kunstgewerbemuseum seine Pforten.
Während des Zweiten Weltkriegs waren die Sammlungen beider Museen zunächst im Schloss von Chamousset, dann im Schloss von Bagnols und schließlich im Schloss La Bâtie-d’Urfé eingelagert. 1945 kehrten sie in die Stadt zurück und das Hôtel de Villeroy, ehemalige Residenz des Lyoner Gouverneurs und in unmittelbarer Nachbarschaft zum Kunstgewerbemuseum, wurde 1950 als neues Textilmuseum hergerichtet.
Im Frühjahr 2016 machte die Handelskammer budgetäre Probleme der von ihr geführten Museen öffentlich und beantragte finanzielle Unterstützung bei staatlichen Stellen. Lange war nicht klar, ob das Museum weiter bestehen kann, so wurde etwa eine Übertragung der Textilsammlungen an das Musée des Confluences und der Kunstgewerbesammlungen an das Musée des Beaux-Arts diskutiert. Persönlichkeiten wie Stéphane Bern und Bernard Pivot setzten sich öffentlich für die Erhaltung des Museums ein. Unter anderem sammelte eine Petition über 134.490 Unterschriften.
Im Januar 2019 übertrug die Handelskammer schließlich für den symbolischen Preis von einem Euro die beiden Museen an die Region Auvergne-Rhône-Alpes, die sie damit vor der Auflösung bewahrte. Der Präsident des Regionalrats, Laurent Wauquiez, kündigte ab 2020 eine „Renaissance“ des Museums an, die unter anderem mit einer Renovierung und Erweiterung der Ausstellungsräume ab 2021 einhergehe. Im November 2019 eröffnete das neu gegründete Museum, nun mit dem Namen Musée des Tissus, nach dreijähriger Schließung mit einer Sonderausstellung über Yves Saint Laurent und dessen Beziehungen zur Lyoner Seidenindustrie.

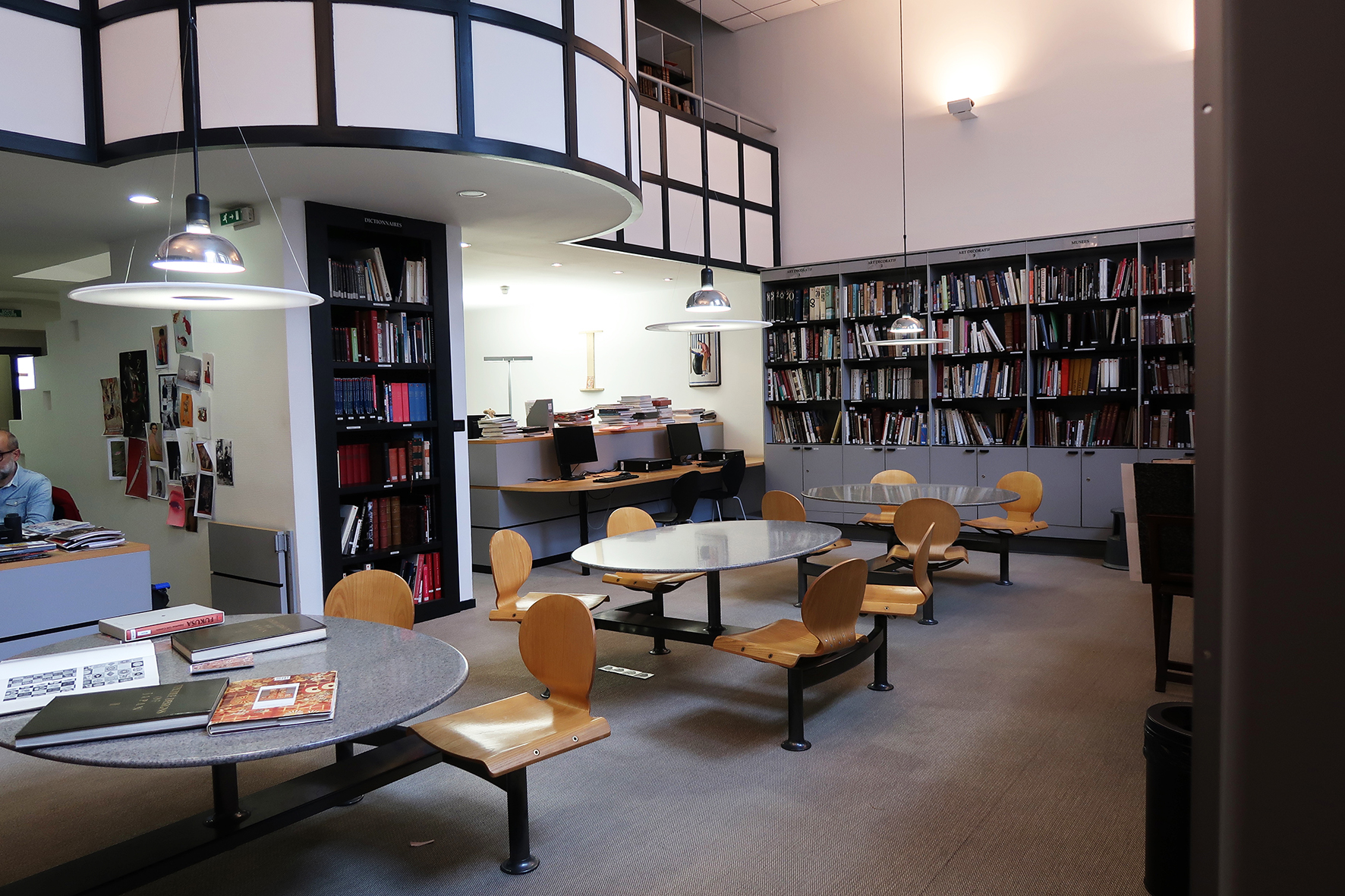
Bibliothek und Forschungszentrum des Musée des Tissus

Neben einer Dauerausstellung mit Textilien der verschiedensten Epochen und Regionen führt das Museum regelmäßig Sonderausstellungen durch und unterhält eine Forschungsbibliothek mit rund 40.000 Publikationen. Darüber hinaus ist das Centre International d’Étude des Textiles Anciens (CIETA) am Musée des Tissus angesiedelt.

## Sammlung

### Textilien
Heute besitzt das Musée des Tissus mit mehr als 2,5 Millionen Objekten eine der wertvollsten und umfangreichsten Textilsammlungen der Welt, die etwa 4000 Jahre Textil- und Seidengeschichte umfasst. Älteste Stücke stammen aus Ägypten aus der Zeit um 2500 v. Chr., die jüngsten aus dem 21. Jahrhundert.
Unter anderem finden sich in der Sammlung koptische Wirkereien, sassanidische, byzantinische, chinesische und japanische Gewebe sowie eine Teppichsammlung des Nahen Ostens und Asiens.
Die westliche Textilgeschichte ist durch spanisch-maurische, italienische und französische Gewebe repräsentiert, darunter auch Paramente, historische Kleidung, Spitzen und Posamente.
Einen Sammlungsschwerpunkt bildet die historische Seidenproduktion Lyons, die unter König Franz I. begann und im 17. und vor allem 18. Jahrhundert ihren Höhepunkt erreichte. Das Museum besitzt zentrale Stücke von wichtigen Designer-Unternehmern wie Jean Revel und Philippe de Lasalle. Nach einem Einbruch der Produktion in Folge der Französischen Revolution gab es im 19. Jahrhundert einen erneuten Aufschwung, von dem Textilien im Auftrag von Napoleon sowie aus dem Zweiten Kaiserreich zeugen. Die Textilproduktion des 20. Jahrhunderts ist unter anderem durch Entwürfe von Raoul Dufy und Sonia Delaunay vertreten.

### Kunsthandwerk
Die Museumssammlung enthält etwa vierzig historische Uhren, französisches Porzellan unter anderem aus den Manufakturen in Vincennes, Sèvres und Saint-Cloud sowie ein Cembalo mit zwei Tastaturen des Lyoneser Herstellers Donzelague von 1716. Französische Fayencen sind aus Moustiers, Nevers, Lyon und Pont aux Choux zu besichtigen. Die Sammlung von Goldschmiedewerken reicht vom 18. Jahrhundert bis in die heutige Zeit, darunter Werke von Christofle, Alessi und Léon Maeght.
Erwähnenswert ist auch die Sammlung von rund 10.000 Zeichnungen, darunter Künstler wie Giorgio Vasari, Primaticcio, Pieter Jansz. Saenredam, Charles Le Brun, Tiepolo, Jean-Honoré Fragonard, Hubert Robert, Anne-Louis Girodet-Trioson und Jean-Auguste-Dominique Ingres.
Die Räume im Hôtel de Lacroix-Laval sind zum Teil mit Vertäfelungen aus ehemaligen Lyoner Stadtpalais des 18. Jahrhunderts ausgestattet. Es beherbergt insbesondere eine bemerkenswerte Sammlung von Möbeln franzischer Ebenisten (unter anderem Jean-François Oeben, Pierre Roussel, Charles Topino und Jean-Henri Riesener). Darüber hinaus besitzt das Museum eine Sammlung seltener Objekte mit Strohmarqueterien des 17. bis 19. Jahrhunderts.
Unter den wichtigsten kunsthandwerklichen Schenkungen ist diejenige der Familie Gillet zu nennen, die dem Museum eine Sammlung italienischer Renaissance-Majoliken überließ, sowie diejenige der Familie Baboin-Jaubert, die unter anderem Sitzmöbel des Ebenisten Pierre Nogaret aus der Zeit Ludwigs XV. enthält.

### Auswahl von Exponaten

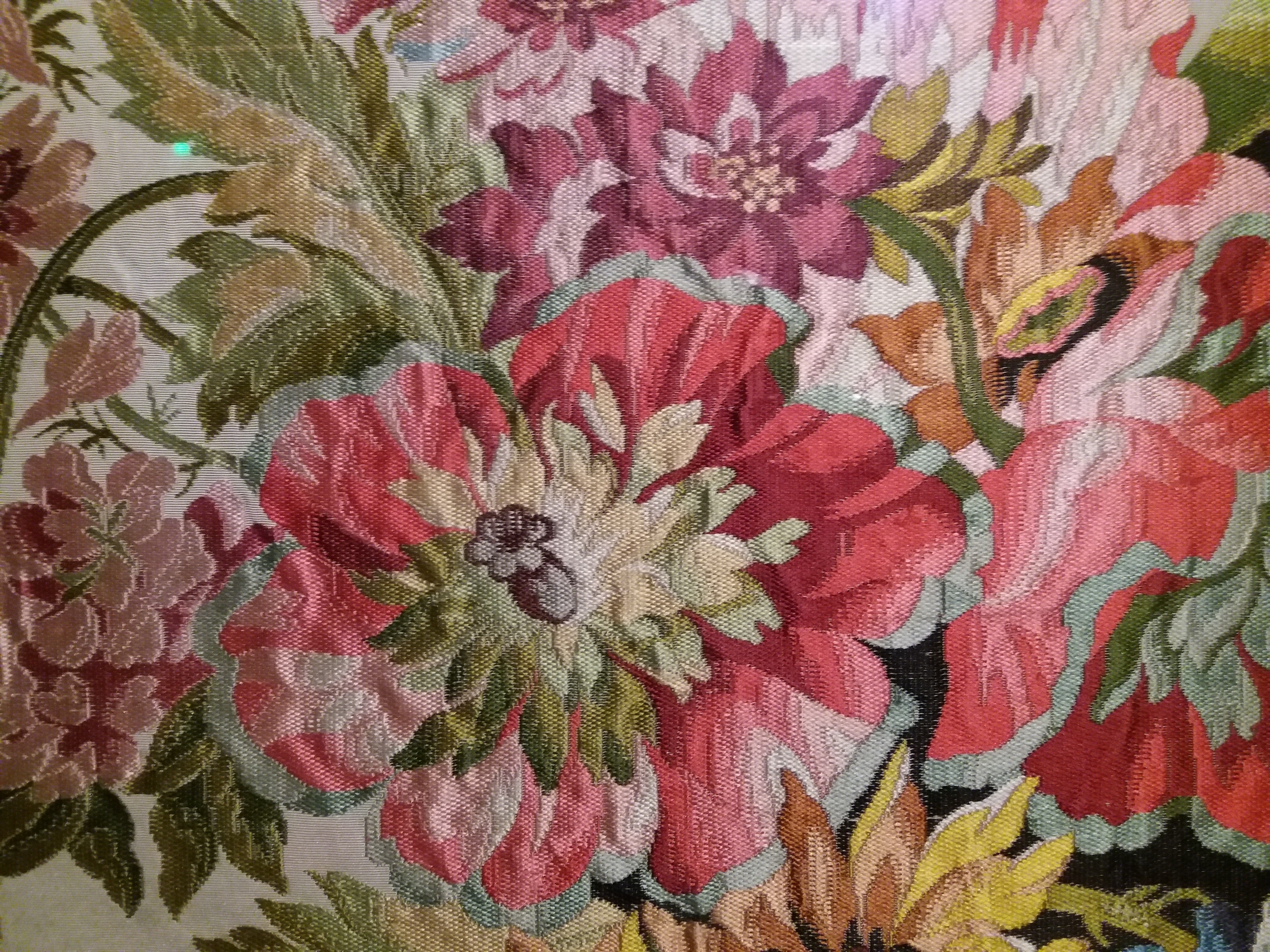
Nachwebung einer sommerlichen Seidenwandbespannung für Königin Marie Antoinette, Frankreich, vermutl. 19. Jahrhundert
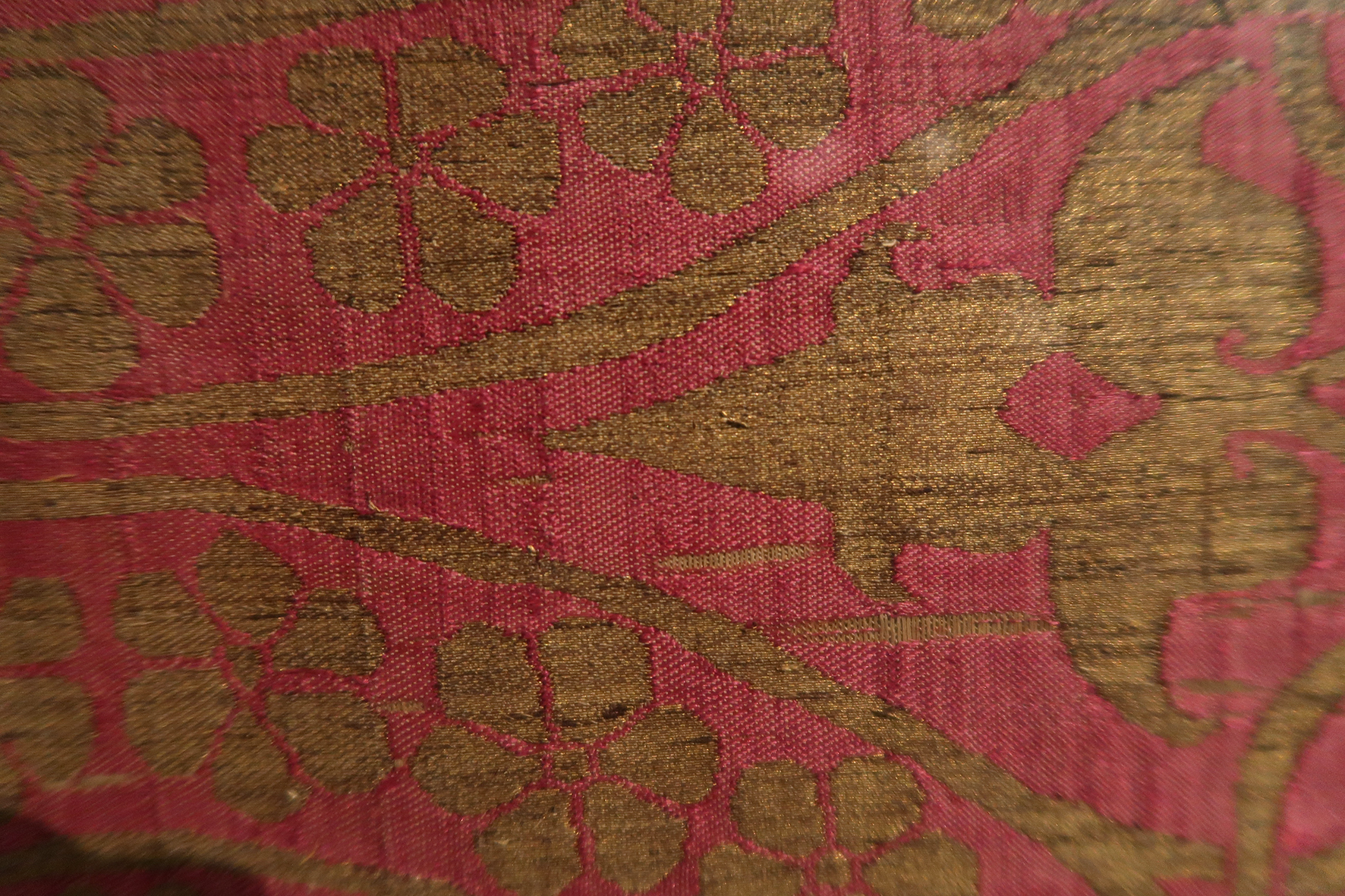
Kasel (Detail), Anatolien, 13. Jahrhundert
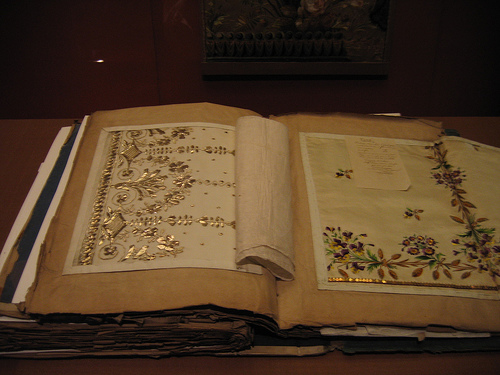
Historischer Seidenmusterkatalog, Frankreich, vermutl. 18/19. Jahrhundert
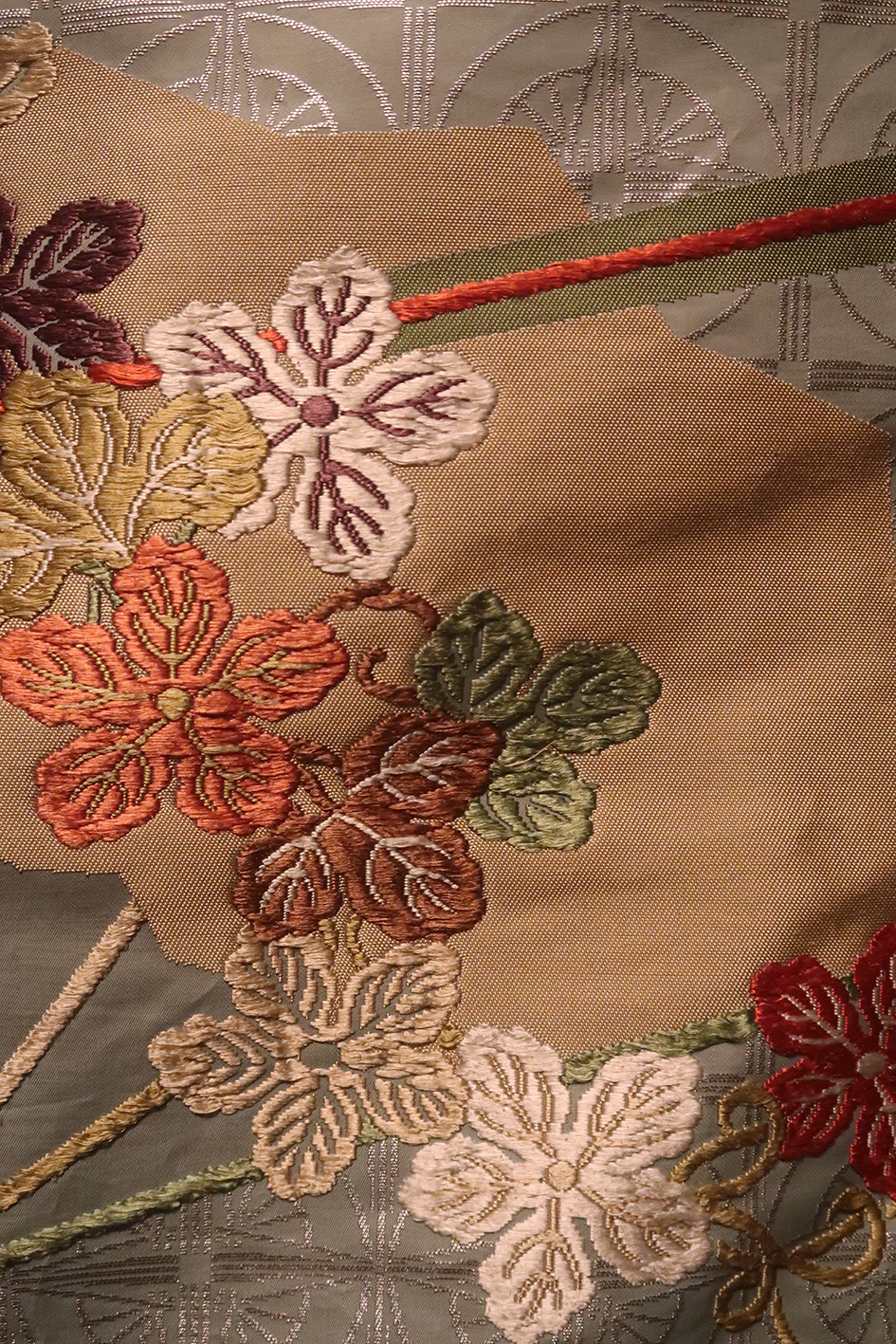
Yasujirō Yamaguchi: Noh-Theaterrobe (Detail), Japan, 1999
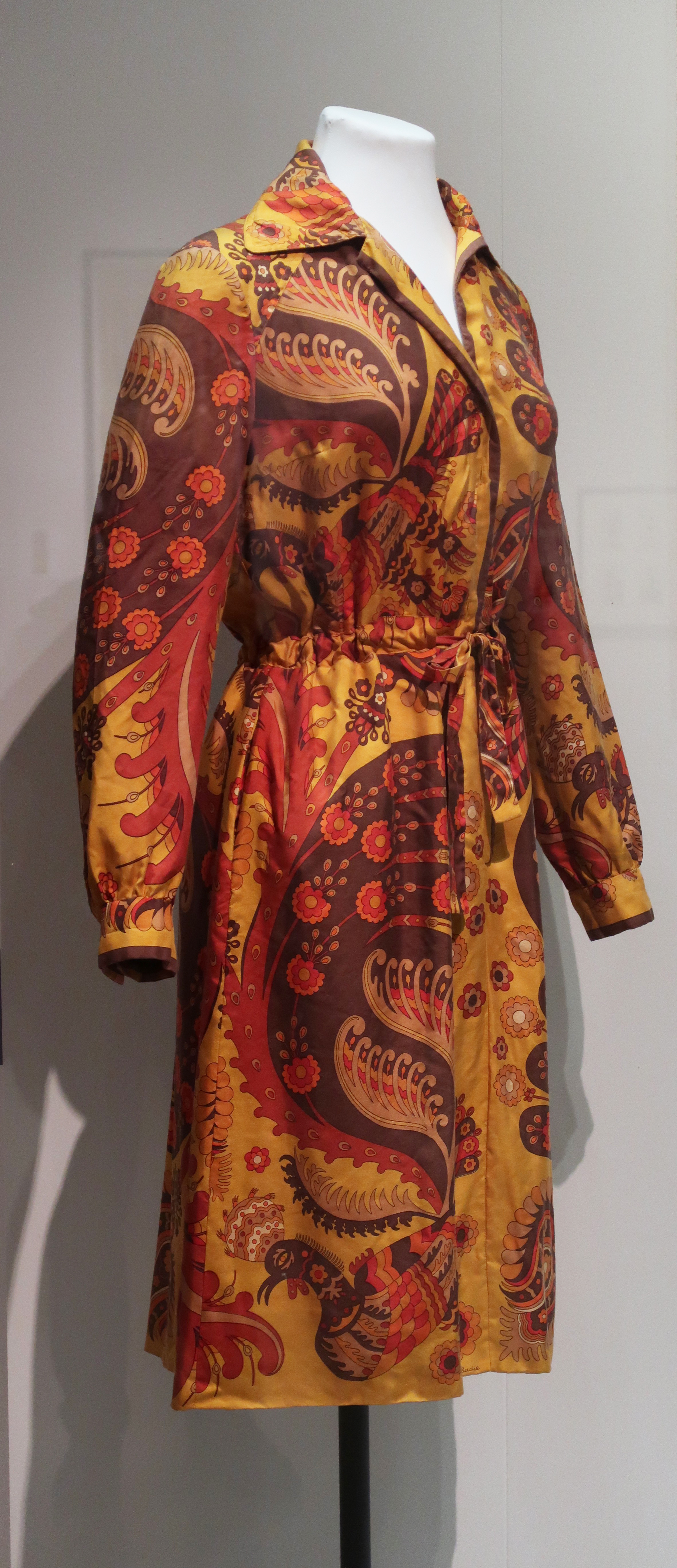
Maison Hermès: Blusenkleid, aus der Kollektion Hermès Sport, Frankreich, 1972
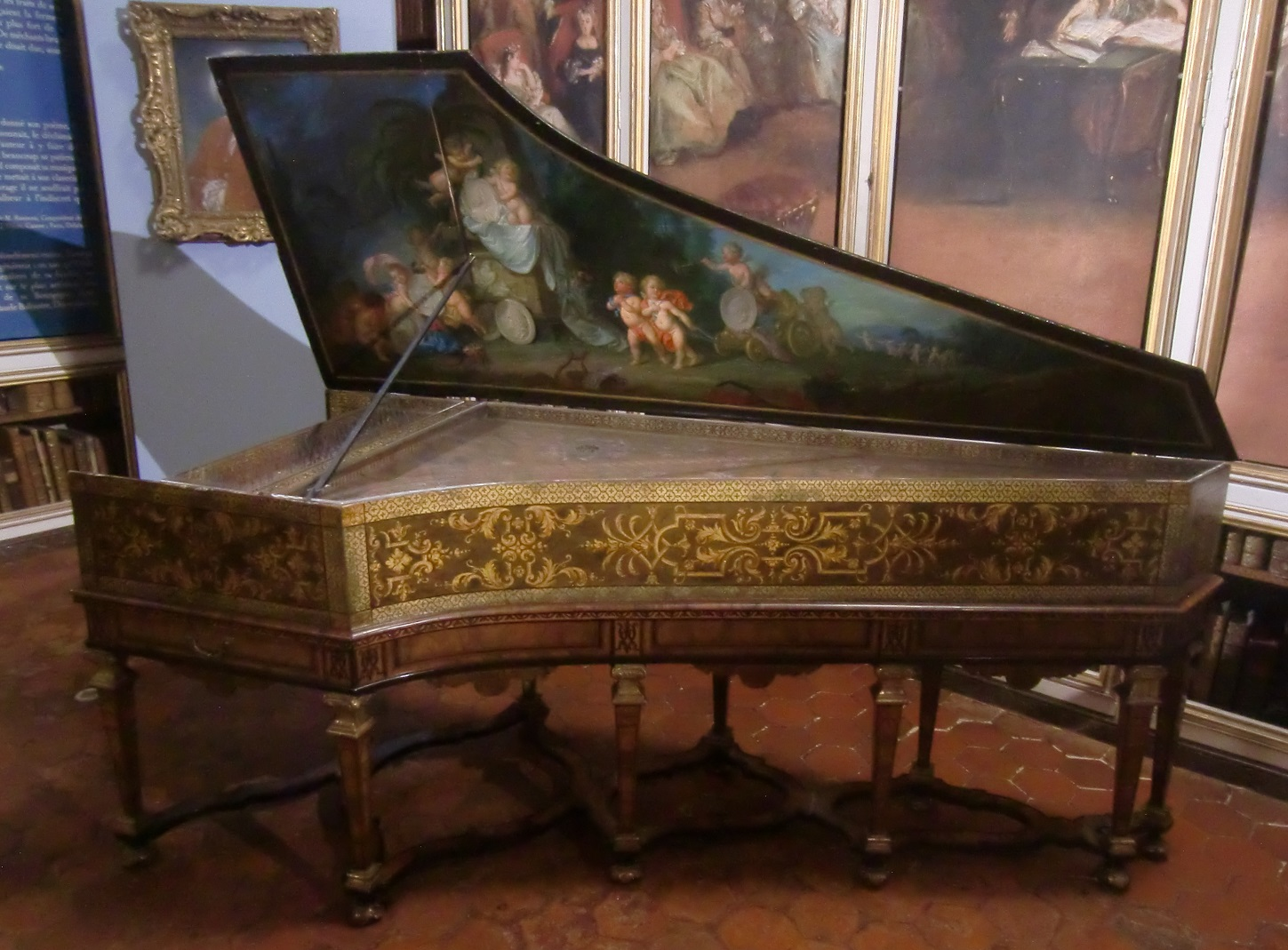
Pierre Donzelague: Cembalo, Frankreich 1716
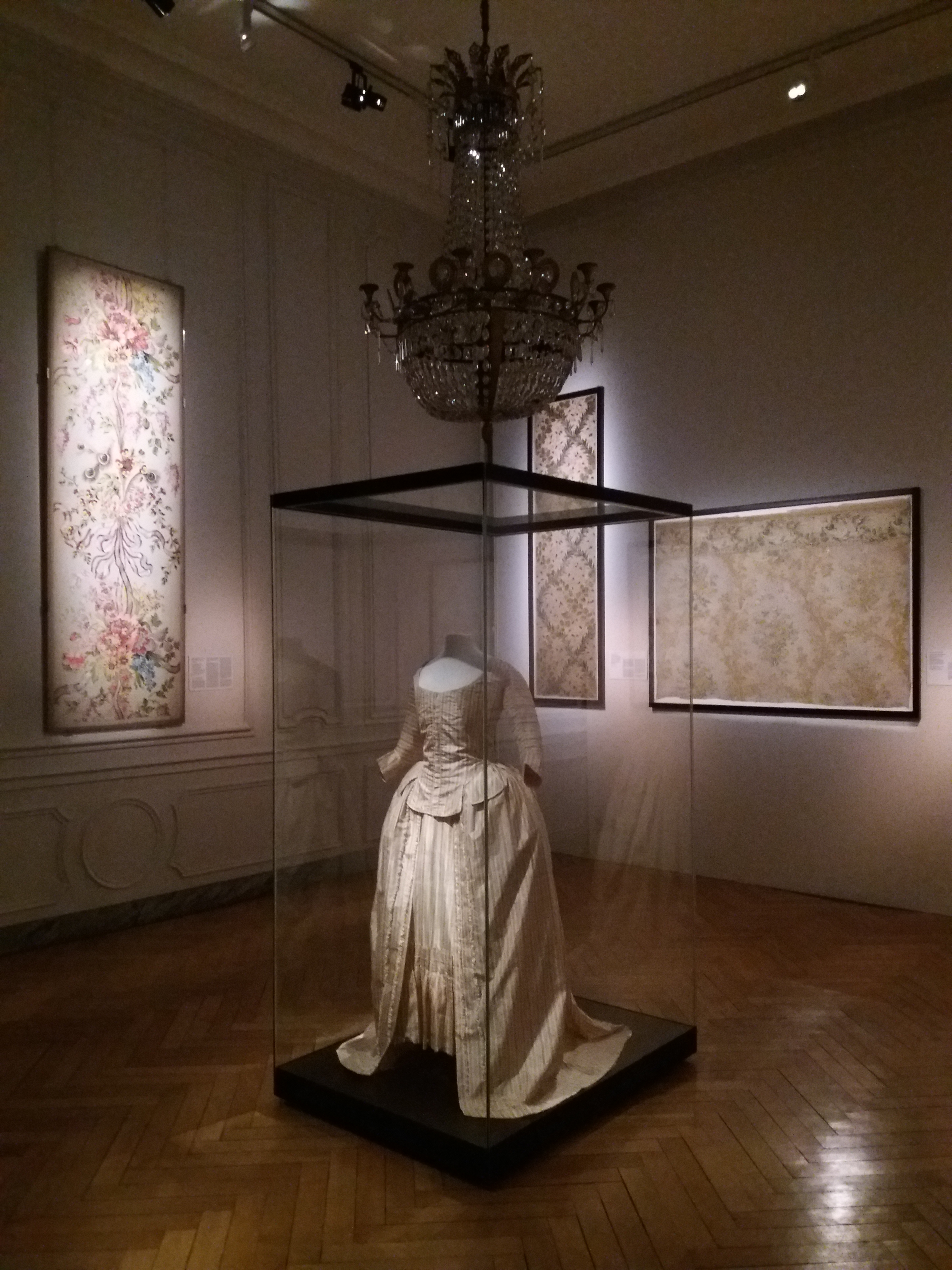
Ausstellungsraum mit Seiden des 18. Jahrhunderts